# Ozola exigua
Ozola exigua là một loài bướm đêm trong họ Geometridae.